# Veine hémi-azygos accessoire
La veine hémi-azygos accessoire (ou veine hémiazygos supérieure) est une veine du côté gauche de la colonne vertébrale qui draine généralement les quatrième à huitième espaces intercostaux du côté gauche du corps.

## Structure
La taille de la veine hémi-azygos accessoire varie de manière inverse avec la veine intercostale supérieure gauche. 
Elle reçoit les veines intercostales postérieures des 4e, 5e, 6e et 7e espaces intercostaux entre la veine intercostale supérieure gauche et le plus haut affluent de la veine hémi-azygos ; la veine bronchique s'y ouvre parfois.
Elle traverse le corps de la huitième vertèbre thoracique pour rejoindre la veine azygos ou se termine dans l'hémi-azygos. 
Lorsque cette veine est petite ou absente, la veine intercostale supérieure gauche peut descendre jusqu'au cinquième ou sixième espace intercostal. 